# Geslecht
Het Geslecht is een verdwenen gehucht in Doel, een deelgemeente van Beveren-Kruibeke-Zwijndrecht in de Belgische provincie Oost-Vlaanderen. Het Geslecht lag in het zuiden van Doel, twee kilometer ten zuiden van het dorpscentrum, op de grens met Kallo. Het gehucht lag aan de Geslechtdijk tussen de Kleine Doelpolder in het noorden en de Sint-Annapolder in het zuiden. In de polder net ten noorden van het Geslecht lag de Deurganck. Een kilometer ten westen lag het gehucht Kalishoek, een kilometer ten oosten aan de Schelde het Fort Liefkenshoek.

## Geschiedenis
Op de Ferrariskaart uit de jaren 1770 is het gehucht Het Geslecht weergegeven aan de Ste Anne Dyck.  De Atlas der Buurtwegen uit 1841 en de Vandermaelenkaart uit het midden van de 19de eeuw tonen het gehucht Geslecht. De 19de-eeuwse kaarten tonen ook de Molen van Het Geslecht. Voor 1715 zou hier al een houten windmolen hebben gestaan, later werd er een stenen windmolen opgetrokken. De windmolen werd in 1921 gesloopt.
Vanaf de jaren 1960 wou men de Haven van Antwerpen uitbreiden naar de linkeroever van de Schelde. De volgende decennia werd onteigend voor de aanleg van de Waaslandhaven. In de jaren 80 verdween zo ook het gehucht Geslecht en de omliggende landbouwgrond werd ontpolderd en opgespoten voor de aanleg van industrie- en haventerreinen.
Een nieuwe straat in de haven kreeg de straatnaam Geslecht, vernoemd naar het verdwenen gehucht. De locatie die ooit het westelijk deel van het gehucht was, verdween op het eind van de jaren 1990 en begin van de jaren 2000 in het nieuw gegraven Deurganckdok.
Deelgemeenten: Bazel · Beveren · Burcht · Doel · Haasdonk · Kallo · Kieldrecht · Kruibeke · Melsele · Rupelmonde · Verrebroek · Vrasene · Zwijndrecht

Overige dorpen en gehuchten: Beestenhoek · Bloempot · De Bank · Doorn · Es · Gaverland ·  Geslecht · Groot Laar · Halve Maan · Hoogeinde · Hoogstraat · Kalishoek (Doel) · Kalishoek (Melsele) · Kemphoek · Klein Laar · Melseledijk· Mosselbank (Haasdonk) · Mosselbank (Vrasene) · Nieuwe Parochie · Ouden Doel · Oudendijk · Ponjaard · Prosperpolder · Puiput · Rapenberg · Rapenburg · Saftingen · Sint-Antoniushoek · Smoutpot · Stenen Kruis · Tijskenshoek · Vendoorn · Verrebroekse Blikken · Vijfstraten · Vliegenstal · Voshoek · Westakkers · Wilden Haan · Zillebeek · Zwaantje

Belgische gemeenten · Arrondissement Sint-Niklaas · Oost-Vlaanderen · Vlaanderen